# Alfonso Bravo de Laguna
Alfonso Bravo de Laguna, OFM (1616 - 9 de junho de 1674) foi um prelado católico romano que serviu como bispo da Nicarágua (1664–1674).

## Biografia
Alfonso Bravo de Laguna nasceu em Tepeaca, no México, em 1616 e foi ordenado sacerdote na Ordem dos Frades Menores. Após a morte de Tomás Manso em 1659, foi nomeado em 1660 Vigário Capitular da Diocese de León na Nicarágua. Como substituto de Manso, com o bispo Juan de la Torre y Castro a falecer seis dias após chegar à Nicarágua, continuou como administrador da diocese. Em julho de 1664, foi escolhido pelo rei da Espanha como bispo da Nicarágua, mas não foi confirmado pelo papa Clemente X até seis anos depois, a 1 de setembro de 1670. No dia 21 de setembro de 1671, foi consagrado bispo por Juan de Sancto Mathía Sáenz de Mañozca y Murillo, bispo de Santiago da Guatemala. Serviu como Bispo da Nicarágua até à sua morte a 9 de junho de 1674 em Cartago, Costa Rica.